# Тоска (фільм, 1990)
Тоска (вірм. Կարոտ) — вірменський радянський художній фільм 1990 року, знятий режисером Фрунзе Довлятяном, за мотивами однойменної повісті письменника Рачіі Кочара. Прем'єра фільму відбулася 1 жовтня 1990 року в Єревані, і у вересні 1991 року — в Москві.

## Сюжет
Був 1937 рік. Герой фільму, старець Аракел, в результаті геноциду вірмен виявився далеко від свого родового села. Мучила героя туга і спогади за рідним домом привела його по той бік державного кордону — в Туреччину … Повернення завершилося трагічною загибеллю

## У ролях
- Рафаель Атоян — Аракел
- Галя Новенц — Санам
- Мелікджанян, Ашот — Арам
- Асмік Карташян — Асмік
- Сос Петросян — Тигран
- Мікаел Азарян — Андранік
- Нерсес Оганесян — Енок
- Олександр Оганесян — Мушег
- Левон Шарафян — Шаваршян
- Азат Гаспарян — Саркісов
- Артур Шахвердян — Мельников
- Армен Сантросян — слідчий
- Рафаель Хостікян — слідчий
- Аревашат Унанян — слідчий
- Наїра Мноян — німа
- Р. Гаспарян — шейх
- Грайр (Георгій) Карапетян — Маріф